# Onda orografica

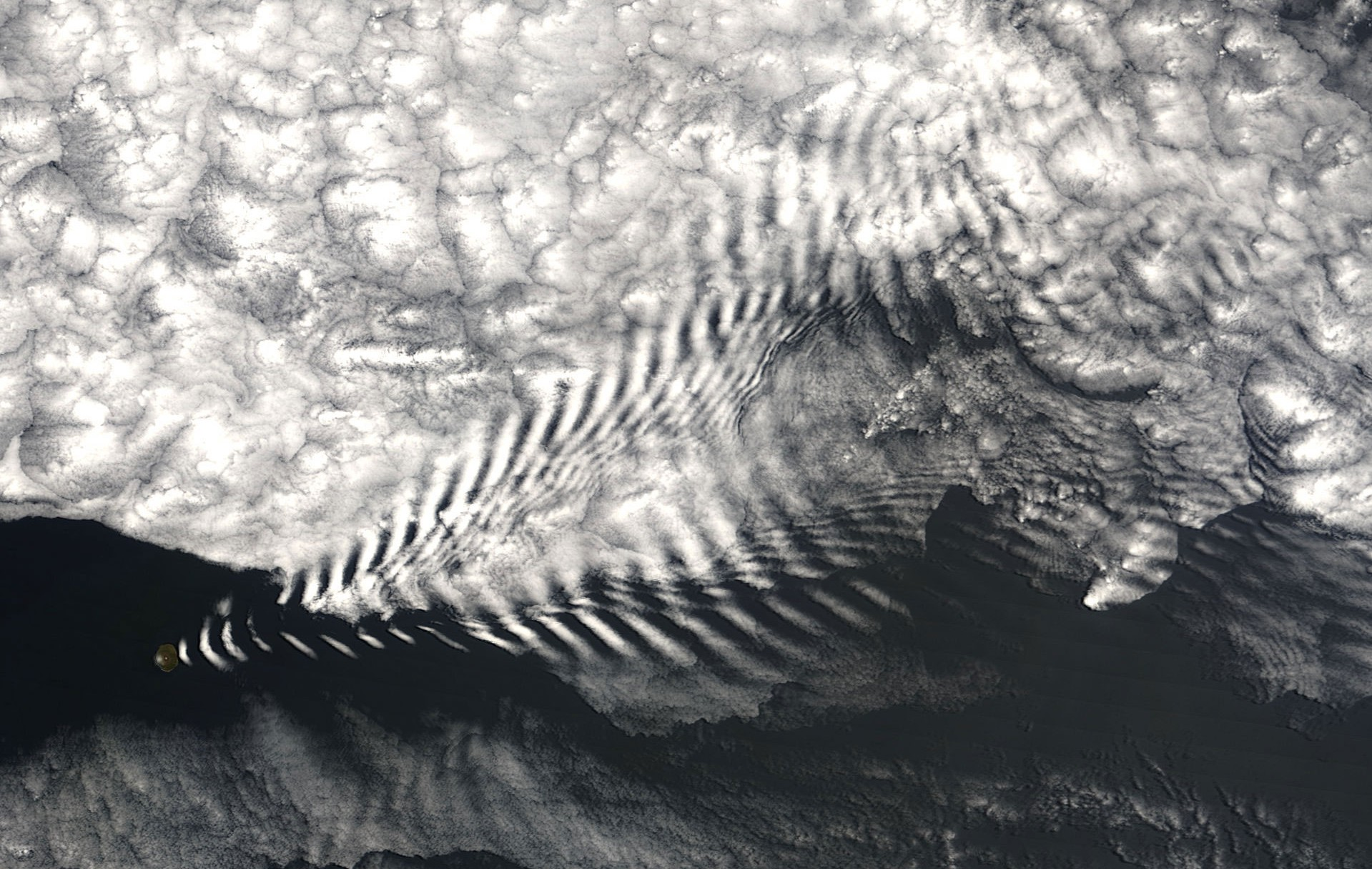
Creste parallele di nuvole lungo le onde orografiche a sud dell'Isola Amsterdam, 2005

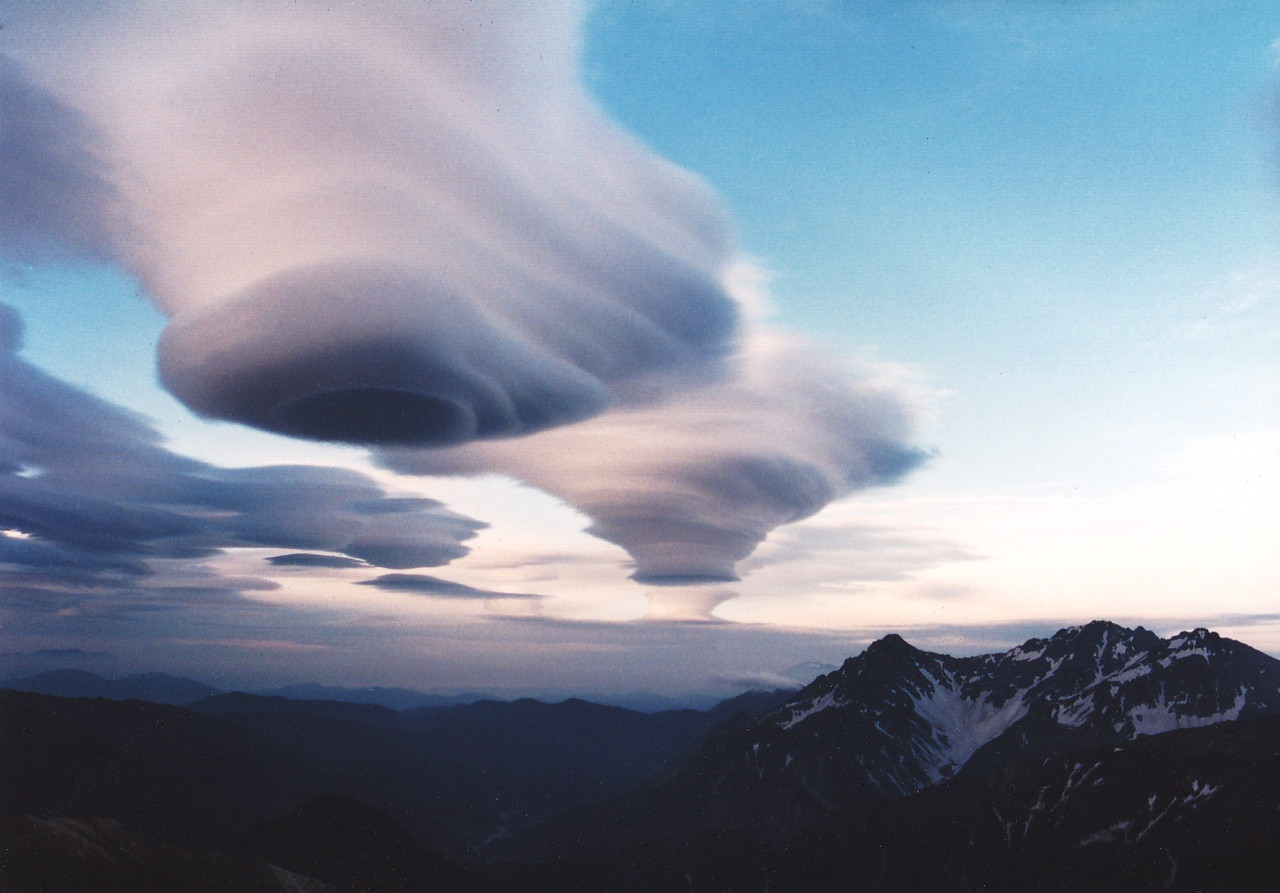
Insieme di nubi lenticolari presso il monte Hotaka, 1994

Il vento che spira in direzione di un rilievo produce una prima oscillazione (A), seguite da successive che avranno un'ampiezza d'onda inferiore a causa dello smorzamento naturale. nuvole lenticolari intrappolate nella parte superiore del flusso (A) e (B) appariranno immobili nonostante il forte vento.

In meteorologia, le onde orografiche sono onde statiche che si formano nell'atmosfera terrestre. È uso comune riferirsi a questo fenomeno anche con il suo nome inglese, lee waves.
Queste onde si formano quando una corrente d'aria incontra un rilievo o un sollevamento termico che devia verso l'alto il flusso. Questa deviazione è di solito invisibile a occhio nudo, ma nelle giuste condizioni atmosferiche può venire evidenziata dalla formazione di nubi lenticolari.
Il movimento verticale dell'aria causa variazioni periodiche nella velocità e nella direzione del flusso stesso. Normalmente, a un'onda orografica è associata, nel versante sottovento, la formazione di vortici turbolenti chiamati rotori.

## Nubi

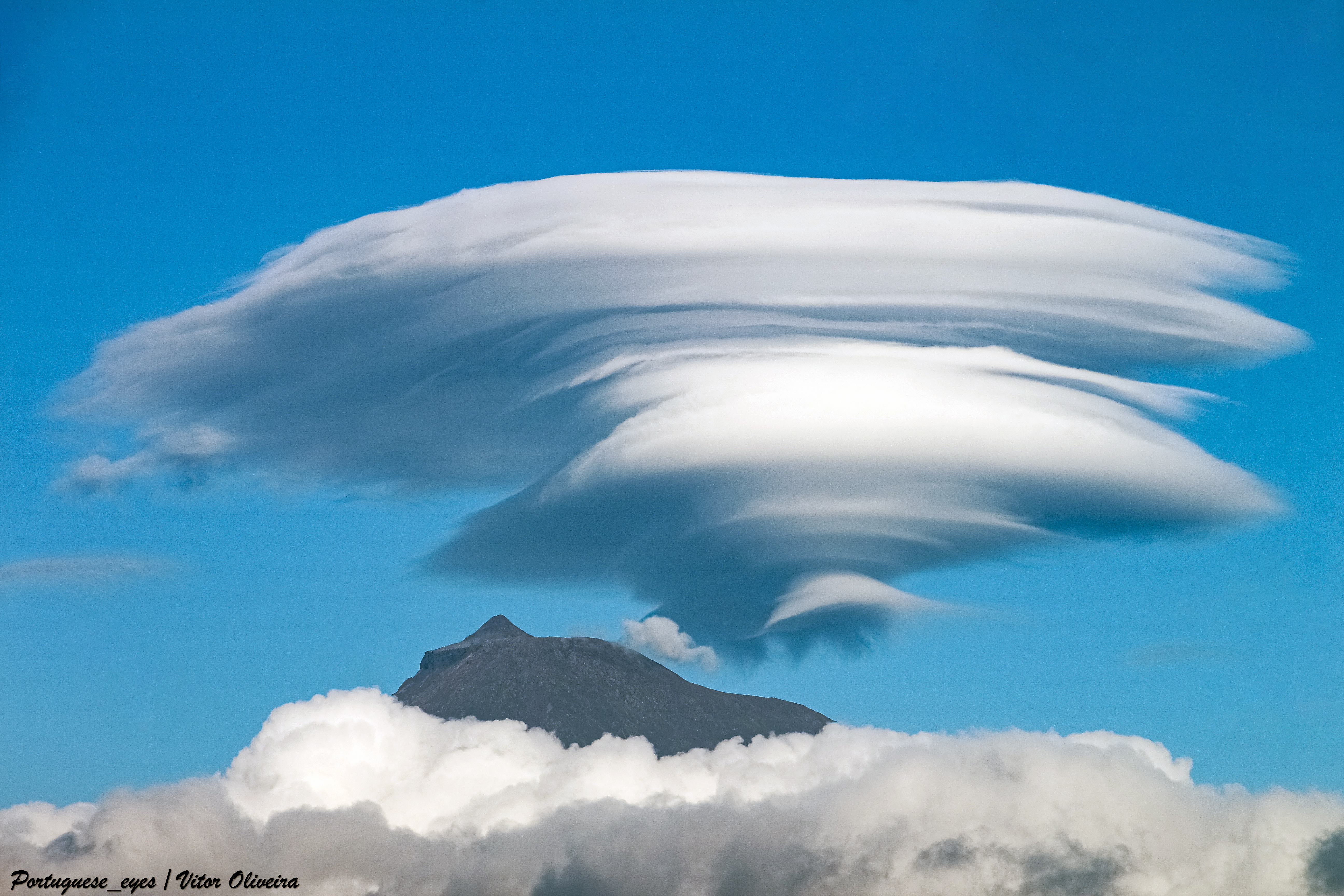
Nubi lenticolari Monte Pico, 2021

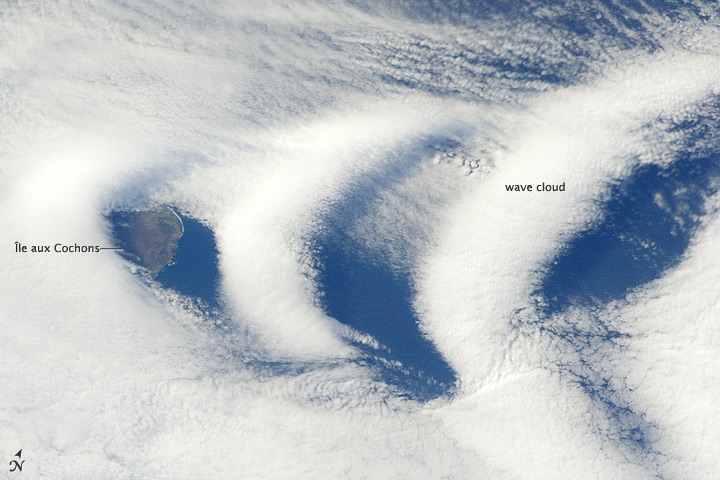
Nubi ad onda presso Île aux Cochons, 2012

Sia le onde orografiche che i rotori possono essere evidenziate dalla presenza di nubi lenticolari se vi è sufficiente umidità nell'atmosfera e se il guadagno di quota è sufficiente a far raffreddare l'aria fino al punto di rugiada. È comunque possibile la presenza di onde orografiche anche senza nubi lenticolari che ne segnalino la presenza. Le nubi lenticolari così formatesi non si spostano col vento, ma rimangono stazionarie sottovento all'oggetto che le ha generate.
- Attorno alla cresta dell'onda, il lavoro adiabatico svolto dalla massa d'aria può generare una nube a forma di lente, chiamata appunto nube lenticolare. È possibile la formazione di più strati di nubi lenticolari separati da strati di aria relativamente più secca.
- Il rotore può generare un cumulo o un cumulus fractus nella sua fase ascendente.
- Un muro di foehn può formarsi nel lato sottovento della montagna o della catena montuosa, ma un muro di foehn non è una indicazione certa della presenza di un'onda orografica.
- Un pileus (o nube sommitale), di aspetto simile a una nube lenticolare, può formarsi sopra la cima o la nuvola che ha generato l'onda orografica.
- Il riscaldamento e raffreddamento adiabatico nel percorso dell'onda e delle sue oscillazioni può far evaporare i cumuli o gli strati, creando una finestra d'onda o finestra di Foehn.

Spesso, a causa della loro palese forma tondeggiante e regolare, le nubi lenticolari sono scambiate per degli UFO. Fenomeni di questo genere si sono verificati negli Stati Uniti del Nord e in Corsica.

## Aviazione
Le onde orografiche forniscono agli alianti un utile mezzo per guadagnare quota durante il volo e per volare per lunghe distanze. I record mondiali di volo a vela di distanza, velocità e altitudine sono stati effettuati sfruttando le onde orografiche generate dalle Alpi, dalle Ande Patagoniche o dalla Sierra Nevada. È invece impossibile sfruttare le onde orografiche per il volo in deltaplano e parapendio, in quanto i venti sono troppo intensi e le quote raggiunte troppo alte per questi mezzi. Il Perlan Project sta cercando di dimostrare la possibilità di sfruttare le onde orografiche per superare la tropopausa su di un aliante senza motore, raggiungendo la stratosfera standing waves. I membri del progetto dichiarano di aver raggiunto questo obiettivo il 30 agosto 2006 in Argentina, salendo ad un'altitudine di 15,447 m (50,671 piedi).
Le condizioni che favoriscono la formazione di forti onde orografiche adatte al volo sono:
- Un aumento graduale del vento con la quota;
- Direzione del vento entro 30° dalla perpendicolare alla catena montuosa;
- Forti venti a bassa quota in atmosfera stabile;
- Un vento di almeno 20 nodi sul crinale.

Le turbolenze dei rotori associati alle onde orografiche possono essere pericolose per i piccoli aeromobili quali palloni aerostatici, deltaplani e parapendii. Possono essere pericolosi anche per gli aerei di linea; il fenomeno è ritenuto responsabile di molti incidenti aerei incluso il collasso in volo di un Boeing 707 vicino al Fuji, Giappone, nel 1966, e della perdita di un motore da parte di un Boeing 747 vicino ad Anchorage, Alaska, nel 1993.
L'aria in sollevamento all'interno dell'onda, che consente agli alianti di volare a grandi velocità, può causare forti variazioni di quota negli aerei di linea. L'aria turbolenta all'interno e intorno alle onde orografiche può causare velocità di volo eccessive o stalli in volo.

## Altri tipi di onde atmosferiche
Vi sono vari tipi di onde atmosferiche che si formano in differenti condizioni atmosferiche. Alcuni tipi meno conosciuti sono:
- Onde indotte da un salto idraulico: questo tipo di onda si forma in presenza di uno strato inferiore di aria densa sottile rispetto alle dimensioni dell'ostacolo. Dopo aver scavalcato l'ostacolo l'aria forma un'onda d'urto verticale detta discontinuità idraulica, che può essere anche varie volte più alta dell'ostacolo che l'ha generata. La discontinuità idraulica è simile ad un rotore per il fatto di essere molto turbolenta, ma non è localizzata spazialmente come questo. La discontinuità idraulica forma un'ostruzione per il flusso d'aria, dando così origine all'onda. Un salto idraulico può essere identificato per le nubi torreggianti rotanti che lo sovrastano, ed è stato osservato sulla Sierra Nevada[5] e sulle montagne della California del Sud.
- Instabilità di Kelvin-Helmholtz: Si forma quando all'interno di un flusso continuo si forma un wind shear o quando vi sia sufficiente differenza di velocità tra le superfici di contatto di due fluidi.
- Onde di Rossby (o onde planetarie): sono movimenti su larga scala dell'atmosfera, la cui causa scatenante è la variazione nella forza di Coriolis alle varie latitudini[6].